# Nepenthes spectabilis
Espèce
Statut de conservation UICN

 VU  : Vulnérable
Nepenthes spectabilis /nɨˈpɛnθiːz spɛkˈtæbɨlɪs/ est une espèce de plantes carnivores endémique de Sumatra, et qui pousse entre 1400 et 2 200 m d'altitude. Nepenthes désigne les plantes avec un piège passif, qui piègent leurs victimes, et spectabilis vient du latin visible, remarquable.

## Histoire
Julius August Lörzing est le premier à découvrir et décrire la plante le 5 juin 1920. Les premiers spécimens ont été récoltés le 5 juin 1920, sur le Mont Sibajak entre 1 800 et 1 900 m d'altitude. Les exemplaires sont actuellement au Jardin botanique de Bogor, avec des  isotypes, mâle et femelle. 

Un autre spécimen est disponible dans l'Herbier national des Pays-Bas d'Utrecht.
Trois autres collectes ont eu lieu en 1921, puis des études en 1986, 1987 et 1997.

## Description
La Nepenthes spectabilis est une plante grimpante. La tige principale mesure jusqu'à 6 m et 7 mm de diamètre. Les nœuds sont cylindriques avec une section en croix et atteignent 10 cm .

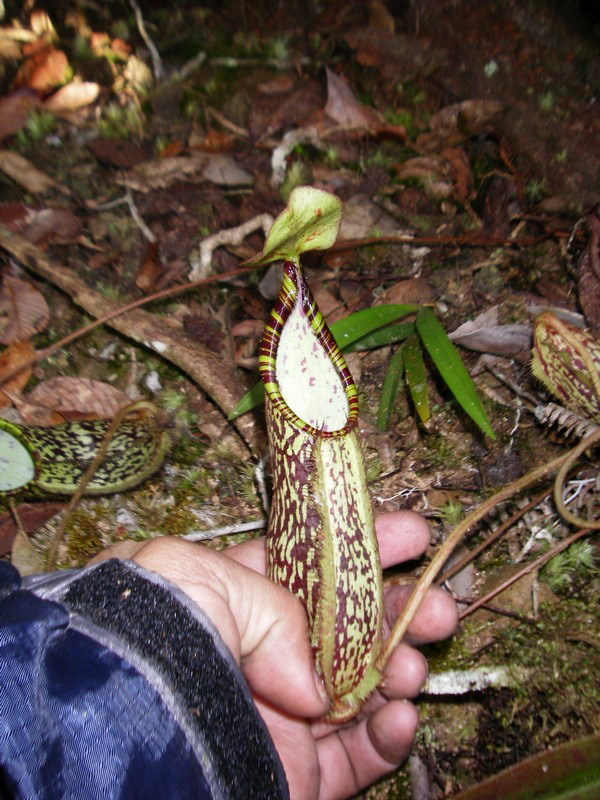
Un des puits à la base de la plante

Les feuilles sont coriaces et sans pédoncule.
Le puits est cylindrique en haut, et ovoïde en bas, avec des dimensions allant jusqu'à 12 cm de haut et 4 cm de large.
La plante a été trouvée uniquement aux monts Sibajak et Pinto qui sont deux sommets de la même montagne, et pousse à plus de 1 800 m d'altitude, dans un habitat de type forêt alpine. Sa principale différence avec une espèce similaire, Nepenthes sanguinea est son inflorescence.
Nepenthes spectabilis possède une grappe d'inflorescence. Le pédoncule fait jusqu'à 12 cm de long, le rachis peut faire jusqu'à 15 cm, bien qu'il soit généralement plus court et dense chez les inflorescences femelles. Les pédoncules partiels sont des Bractées et portent deux fleurs. Les sépales sont elliptiques et oblongues, et font jusqu'à 5 mm le long.
Le développement de son indument est assez spécifique, puisque les inflorescences, le dessous des nervures et les bords de la lamina sont couverts d'un duvet rouge-brun.

## Écologie
La plante est endémique d'Aceh et du nord de Sumatra. Elle est répartie géographiquement entre 1 400 et 2 200 m d'altitude, au sud du lac Toba, et aux monts Kemili.